# Cissexisme
El cissexisme o cisgenerisme és una ideologia que desafia les identitats de gènere de les persones i, per tant, condueix a la discriminació contra les persones amb variants de gènere. És sistemàtic i es reflecteix en la cultura i les pràctiques de les autoritats legals. El cissexisme inclou idees normatives sobre el gènere, que condueixen a l'exclusió de persones intersexuals i cultures amb sistemes de gènere diferents de la norma occidental, i les persones que no s'ajusten a les normes del cisgenerisme són categoritzades com a transgènere i estigmatitzades. El concepte de cisgenerisme es va proposar com a alternativa al de transfòbia, com l'heterosexisme ho era a l'homofòbia.

## Definició
L'Enciclopèdia SAGE d'Estudis Trans defineix el cissexisme com una ideologia que "implica conceptes, llenguatge i comportament que problematitzen les pròpies definicions i classificacions de gènere i cossos de les persones". El cissexisme és sistemàtic i pot ser promogut per les pràctiques de les autoritats legals. Pot afectar a tothom, incloses les considerades cisgènere, però més sovint s'adreça a les persones transgènere.
El cissexisme es defineix en oposició a la transfòbia, com l'heterosexisme ho és a l'homofòbia. Mentre que la transfòbia se centra en les actituds envers les persones considerades transgènere, el cisgenerisme es descriu com una ideologia. Aquesta ideologia és "sistèmica, multinivell i es reflecteix en discursos culturals autoritzats". La crítica del cisgenerisme també critica la mateixa distinció entre persones cisgènere i transgènere. Aquests conceptes sorgeixen de la cultura occidental amb la peculiaritat binària de gènere i són inaplicables a societats amb altres punts de vista sobre el gènere. Les persones no binàries i intersexuals també causen problemes per a la dicotomia cisgènere-transgènere. Per tant, aquesta distinció binària pot ser en si mateixa un resultat del cisgenerisme. El concepte de cisgenerisme està influenciat pels estudis crítics sobre la discapacitat, així com pels estudis crítics sobre el racisme i l'etnocentrisme.

## Característiques
El cissexisme es basa en la suposició que només hi ha dues categories de sexe i gènere, que el gènere és immutable al llarg de la vida i que ha de ser assignat per autoritats externes. En fer això, ignora les persones intersexuals, així com les societats on aquests supòsits no són certs. Les persones que no s'ajusten a aquests supòsits es classifiquen com a transgènere. També se'ls retrata com a "desviades, immorals i fins i tot amenaçadores". El cissexisme justifica encara més els prejudicis, la discriminació i la violència per tal de preservar-se.

## Conseqüències
El cissexisme té diverses conseqüències per als seus objectius, intencionadament o no. Pot provocar que les identitats de gènere de les persones es patologitzin o es vegin com a trastornades. Això pot contribuir a la depressió i dificultar l'accés a l'atenció de salut mental. També pot marginar les persones per les seves identitats de gènere, cosa que genera tensió i un major risc de burla i delictes d'odi. El queering coercitiu, una altra manifestació del cisgenerisme, consisteix a classificar algú com a LGBT en contra dels seus desitjos. També pot ser agrupar els drets de les persones transgènere amb els de lesbianes, gais i bisexuals sense abordar realment els problemes específics de les persones transgènere. La discriminació en gènere i l'objectificació mitjançant la reducció de les persones a les seves característiques físiques també són conseqüències del cisgenerisme. A més d'aquestes conseqüències evidents del cisgenerisme, l'esborrat trans, pel qual els reptes als quals s'enfronten les persones transgènere no es representen en els discursos dominants, també és un resultat del cisgenerisme. El passing és una manera d'evitar les conseqüències del cisgenerisme, conformant-se externament amb les normes cisgeneristes.